# Kita-Osaka Kyuko Railway
La Kita-Osaka Kyuko Railway (北大阪急行電鉄, Kita Ōsaka Kyūkō Dentetsu), communément appelée Kitakyu, est une compagnie ferroviaire privée qui exploite une ligne de chemin de fer dans la préfecture d'Osaka au Japon.
La Kita-Osaka Kyuko Railway fait partie de Hankyu Hanshin Holdings, et a également d'autres activités dans le domaine de l'immobilier, du commerce, et du service à l'enfance.

## Ligne
Le réseau se compose d'une seule ligne, la ligne Kitakyu Namboku, qui est l’extension nord de la ligne Midōsuji du métro d'Osaka.

## Matériel roulant

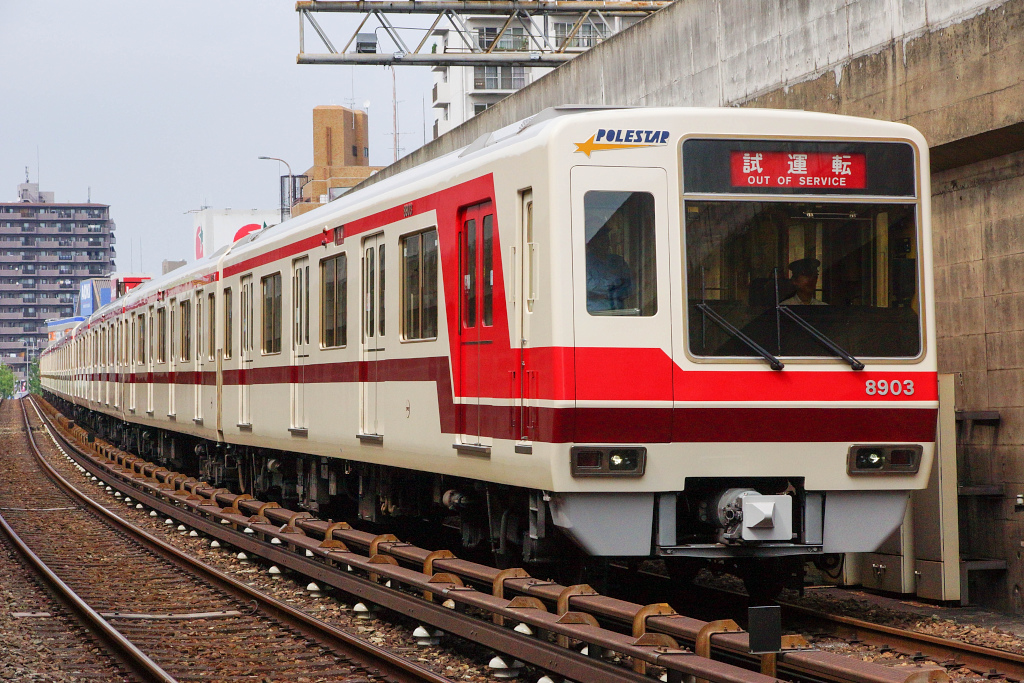
Kitakyu série 8000
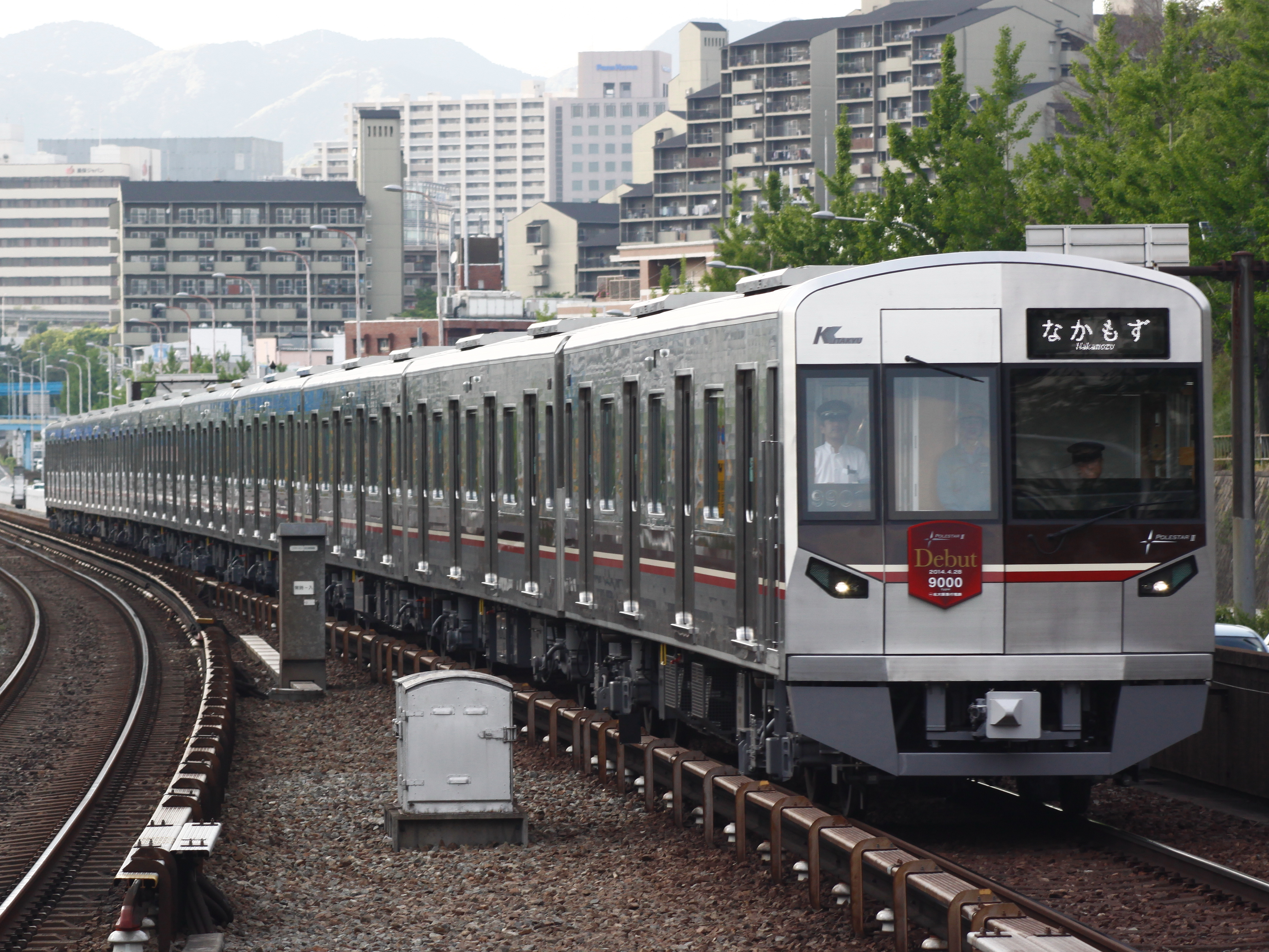
Kitakyu série 9000